# 高显县
高显县，中国古县名。
西汉置，治所在今辽宁省铁岭市，一说治今沈阳市东南郊魏家楼子村古城。属辽东郡。东汉永初元年（107年）与辽阳、候城同时改属玄菟郡。辽阳遗址在今茨榆坨，候城在今沈阳市古城子，两县南接襄平界，高显在两县东北，为辽东郡极东北的一个县，辖境与玄菟郡相接。汪士铎谓“高显，今承德”（今沈阳市）。三国两晋仍旧，《晋志》载玄菟郡三县中有高显。西晋后废。 